# 신경근육질환
신경근육질환은 말초신경계 (PNS), 신경근 접합부 또는 골격근에 영향을 미치는 질병으로, 모두 운동 단위의 구성 요소이다. 이러한 구조의 손상은 근육 위축 및 약화를 유발할 수 있다. 감각 문제도 발생할 수 있다.
신경근 질환은 후천적이거나 유전적일 수 있다. 500개가 넘는 유전자의 돌연변이가 신경근 질환의 원인인 것으로 나타났다. 다른 원인으로는 신경 또는 근육 퇴행성 질환, 자가 면역, 독소, 의약품, 영양실조, 대사 질환, 호르몬 불균형, 감염, 신경 압박 증후군, 허혈 및 손상 등이 있다.

## 징후 및 증상
신경근육질환의 증상에는 무감각, 감각이상, 근육 약화, 근육 위축, 근육통 (근육통) 및 근섬유 연축 (근육 연축)이 포함될 수 있다.

## 원인
신경근육질환은 자가 면역 장애, 유전/유전 장애 및 일부 형태의 콜라겐 장애 엘러스-단로스 증후군, 환경 화학 물질에 대한 노출 및 중금속 중독을 포함하는 중독으로 인해 발생할 수 있다. 신경을 둘러싼 전기 절연체의 부전은 비타민 B-12를 흡수하는 신체 시스템의 부전과 같은 특정 결핍 질환에서 볼 수 있다.
질병에는 아세틸콜린 수용체에 대한 항체 로 인한 근육 약화의 한 형태인 중증 근무력증 및 이와 관련된 상태인 Lambert-Eaton 근무력증 증후군 (LEMS)이 포함된다. 파상풍 과 보툴리누스 중독은 각각 세균성 독소가 근긴장도를 증가시키거나 감소시키는 세균성 감염이다. 근디스트로피는 질병의 큰 그룹이며, 이들 중 다수는 유전적이거나 유전적 돌연변이로 인해 발생하며, 여기서 근육 무결성이 파괴되어 점진적인 근력 손실과 수명 감소로 이어진다.

## 진단
근육 장애를 드러낼 수 있는 진단 절차에는 직접적인 임상 관찰이 포함된다. 이것은 일반적으로 부피, 가능한 위축 또는 근긴장 손실의 관찰로 시작된다. 신경근 질환은 또한 다양한 혈액 검사와 근전도 검사 (근육의 전기 활동 측정) 및 신경 전도 연구를 포함한 전기 진단 의학 검사를 사용하여 진단할 수 있다. 유전자 검사는 유전성 신경근 질환을 진단하는 데 중요한 부분이다.